# آدریان گونزالس (بازیکن فوتبال، زاده ۱۹۷۶)
آدریان گونزالس (انگلیسی: Adrián González؛ زادهٔ ۲۰ نوامبر ۱۹۷۶) بازیکن فوتبال اهل آرژانتین است.
از باشگاه‌هایی که در آن بازی کرده‌است می‌توان به باشگاه فوتبال ال پورونیر، باشگاه ورزشی سن لورنسو آلماگرو، باشگاه فوتبال بانفیلد، باشگاه فوتبال آرسنال ساراندی، و باشگاه فوتبال سائو پائولو اشاره کرد.